# Plantades (Rivert)
Plantades és un paratge del terme municipal de Conca de Dalt, a l'antic terme de Toralla i Serradell, al Pallars Jussà, en territori del poble de Rivert.
Està situat al sud-est de Rivert, a l'esquerra del barranc de Rivert. És a llevant de la Llau de la Mola, a ponent de les Vies, al nord de la Cabana del Teixidor i a migdia del Corral de la Via.